# Dibenzodioksyna
Dibenzodioksyna (dibenzo[1,4]dioksyna) – organiczny związek chemiczny, będący szkieletem polichlorowanych dibenzodioksyn, grupy toksycznych związków popularnie zwanych dioksynami. Cząsteczka dibenzo[1,4]dioksyny zbudowana jest z dwóch cząsteczek benzenu połączonych cząsteczką 1,4-dioksyny. Izomerem dibenzo[1,4]dioksyny jest dibenzo[1,2]dioksyna (dibenzo-o-dioksyna).